# 扇町屋
扇町屋（おうぎまちや）は、埼玉県入間市の地名。旧入間郡扇町屋村。現行行政地名は扇町屋一丁目から扇町屋五丁目および大字扇町屋。郵便番号は358-0022。単に町屋とも呼ばれる。

## 地理

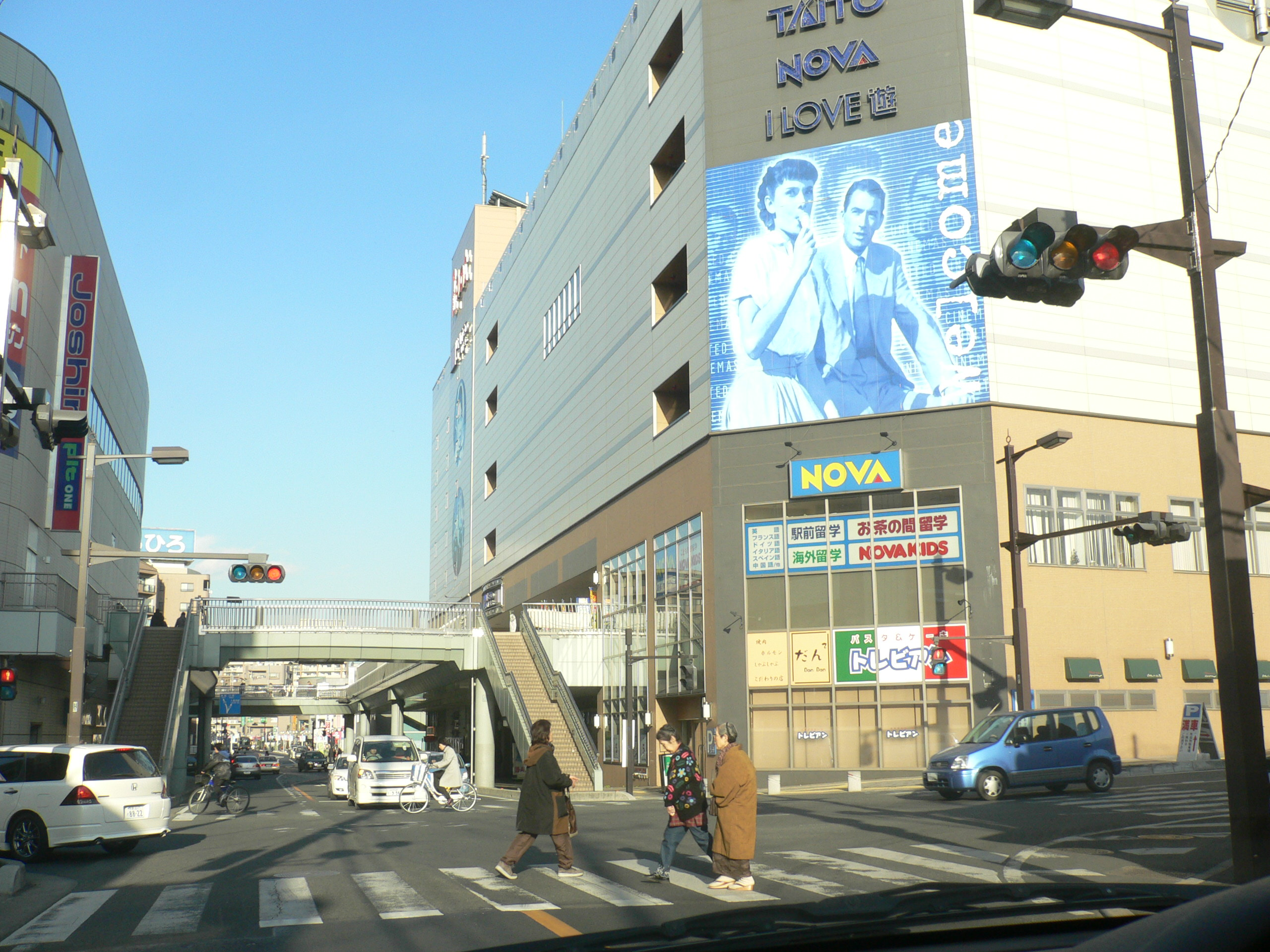
国道463号豊岡交差点。扇町屋側より豊岡方面を望む。

入間市の北部に位置し、南部を小谷田、東部を扇台、西部は霞川を挟んで高倉、北部を入間市役所のある豊岡町と接する。南東の入間向原団地にあたる部分が飛地になっている。またゴルフ場・武蔵カントリークラブ豊岡コース内にも飛地がある。旧扇町屋宿、扇町屋村についても「扇町屋」と呼ばれるため、扇台や豊岡町も含めて扇町屋と呼ばれることもある。
霞川東岸の低地にあたり、北に隣接する豊岡地区に繋がる商業・住宅地区として利用されている。霞川を挟んだ西側の高倉とは国道16号の和田橋をはじめ、複数の橋で繋がっている。

### 河川
- 霞川 - 扇町屋西端を蛇行して流れる河川。青梅市根ヶ布を水源とし、入間川に合流する[5]。

## 歴史
古くは金子郷、山口領に属し、鎌倉時代には旧鎌倉街道のひとつ狭山路が通っていた。また室町時代には大火があり、この時から愛宕神社に火産霊命、別雷命を合祀して愛宕権現と呼ばれるようになった。
江戸時代初期の正保年間には石高70石の小村だったが、青梅から川越に至る街道と八王子から日光へ向かう街道の交点にあたり伝馬が整備され、宿場が発達した。江戸時代の扇町屋宿は長さ6町ほど、道幅8間余り、戸数90軒、三と八のつく日に穀物などを売る市が立ったと言われる。米穀商が多く、八王子千人同心の日光行では往還の際に利用されていた。また大山阿夫利神社への大山詣でに使われた八王子通り大山道（熊谷 - 丹沢・大山）の宿場町でもあった。正保期には旗本・朝比奈源六郎領と愛宕社領の入会地が混在したが、1843年（天保14年）に天保の改革の一環で上知令により朝比奈領は上地（天領）となり、上知令を含む天保の改革自体が頓挫した後は田安徳川家の領地となった。この時代の地名に上、中、下、大水久保、山王塚、古塚、金堀澤、神名久保、本宿が挙げられる。また東南方7、8町離れた場所に扇町屋新田と呼ばれる新田があり、本村の持添であった。元禄6年（1693年）に本村の検地が近山与左衛門・瀧野十右衛門により、宝暦8年（1758年）に新田の検地が伊奈半左衛門によって行われた。
明治時代に入ると1889年（明治22年）4月1日の町村制施行に伴い、扇町屋村は黒須村、高倉村、善蔵新田の3ヶ村と合併して豊岡町となった。この時代にも1877年頃創立された大山敬慎講の定宿となっていた。1901年（明治34年）から1917年（大正6年）までは入間川町と青梅町とを結ぶ中武馬車鉄道が引かれ、本社が扇町屋に置かれた。1956年に豊岡町、金子村、宮寺村、藤沢村、西武町の一部（旧東金子村）の合併によって大字扇町屋は新設された武蔵町に所属した。1966年に武蔵町は入間市に移行して入間市扇町屋となった。1982年8月1日に一部の地域が高倉の一部と併せ扇台に、翌1983年11月16日にも一部の地域が善蔵新田・東町と併せ久保稲荷となった。また、1984年4月1日にも一部の地域が黒須・河原町及び1983年4月1日に狭山市から編入された入間川を併せ向陽台となった。

### 地名の由来

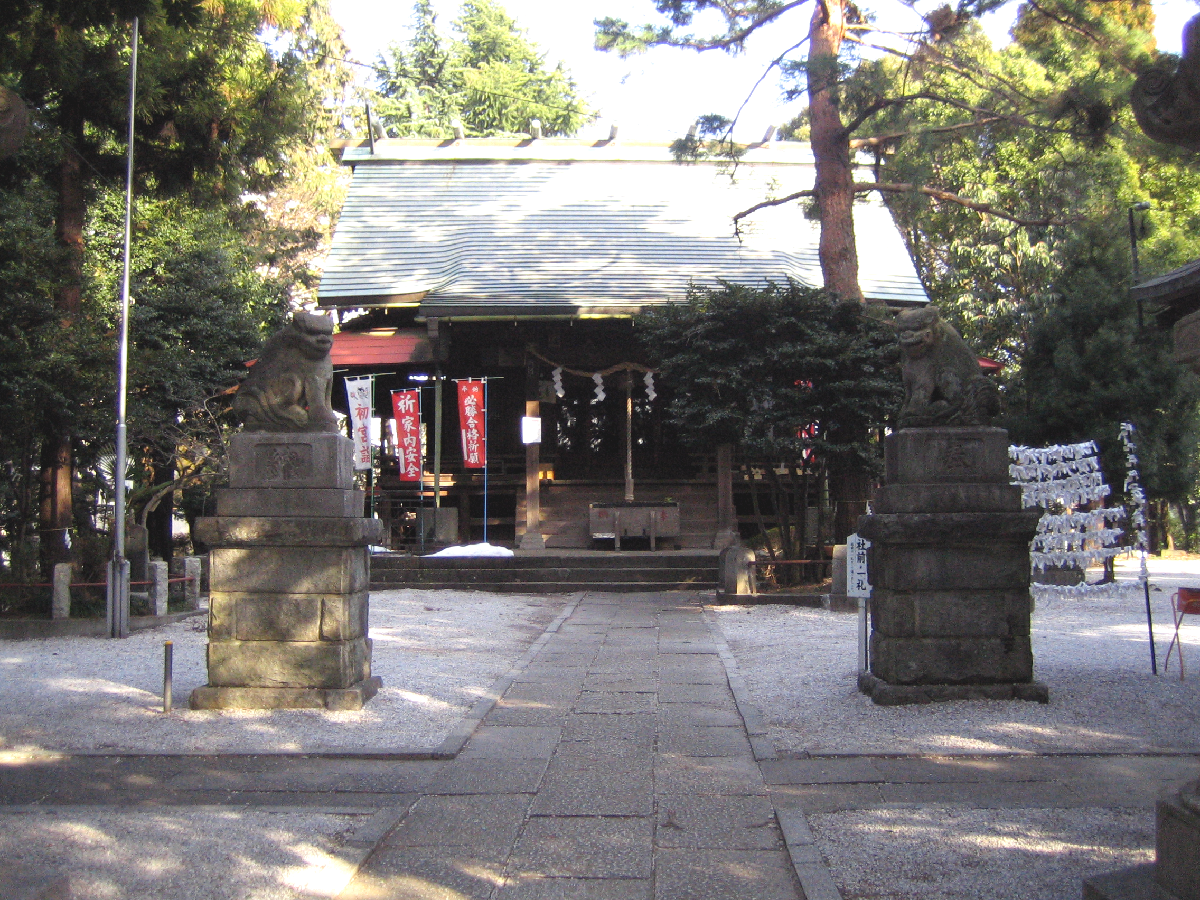
愛宕神社

愛宕神社の神体が五本骨の扇であることからこの名がつけられたといわれる。

### 沿革
- 1889年4月1日 - 町村制施行に伴い、扇町屋村は黒須村・高倉村・善蔵新田と合併し、豊岡町大字扇町屋となる。
- 1956年 - 武蔵町扇町屋となる。
- 1966年 - 入間市扇町屋となる。
- 1982年8月1日 - 一部の地域が高倉の一部と併せ扇台となる。
- 1983年11月16日 - 一部の地域が善蔵新田・東町と併せ久保稲荷となる。
- 1984年4月1日 - 一部の地域が黒須・河原町・入間川を併せ向陽台となる。

### 史跡
- 扇町屋上町の道標（市指定文化財）- 扇町屋下町の道祖神道標は現在の豊岡地区に属する[13]。

## 世帯数と人口
2024年（令和6年）3月1日現在の世帯数と人口は以下の通りである。
| 大字・丁目   | 世帯数    | 人口    |
| ------------ | --------- | ------- |
| 扇町屋       | 305世帯   | 563人   |
| 扇町屋一丁目 | 573世帯   | 1,150人 |
| 扇町屋二丁目 | 653世帯   | 1,162人 |
| 扇町屋三丁目 | 321世帯   | 664人   |
| 扇町屋四丁目 | 645世帯   | 1,359人 |
| 扇町屋五丁目 | 434世帯   | 946人   |
| 計           | 2,931世帯 | 5,844人 |

## 小・中学校の学区
市立小・中学校に通う場合、学区は以下の通りとなる。
| 大字・丁目   | 番地           | 小学校             | 中学校             |
| ------------ | -------------- | ------------------ | ------------------ |
| 扇町屋       | 1249〜1253番地 | 入間市立狭山小学校 | 入間市立武蔵中学校 |
| 扇町屋       | 1226〜1227番地 | 入間市立藤沢小学校 | 入間市立向原中学校 |
| 扇町屋       | その他         | 入間市立扇小学校   | 入間市立向原中学校 |
| 扇町屋一丁目 | 7〜8番         | 入間市立扇小学校   | 入間市立向原中学校 |
| 扇町屋一丁目 | その他         | 入間市立豊岡小学校 | 入間市立豊岡中学校 |
| 扇町屋二丁目 | 1〜5番         | 入間市立豊岡小学校 | 入間市立豊岡中学校 |
| 扇町屋二丁目 | その他         | 入間市立高倉小学校 | 入間市立豊岡中学校 |
| 扇町屋三丁目 | 1番、6番       | 入間市立豊岡小学校 | 入間市立豊岡中学校 |
| 扇町屋三丁目 | その他         | 入間市立扇小学校   | 入間市立向原中学校 |
| 扇町屋四丁目 | 全域           | 入間市立扇小学校   | 入間市立向原中学校 |
| 扇町屋五丁目 | 全域           | 入間市立扇小学校   | 入間市立向原中学校 |

## 行事

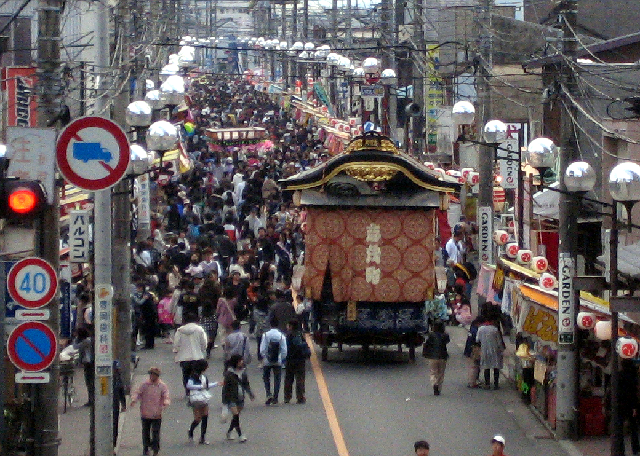
おとうろう祭り開催時の町屋通り豊岡側から(2010年4月24日)

- おとうろう祭り - 町屋のおとうろう祭とも呼ばれる豊岡地区・愛宕神社（旧称愛宕権現）の祭り。旧暦3月24日、新暦になって後は4月24日を例祭日をしていた。現在は4月第3もしくは第4土日曜日に開催される。[15]

## 交通

### 鉄道
鉄道は地内を通っていない。西武池袋線入間市駅が最寄駅にあたる。

### バス
- 西武バス - 飯能営業所が担当する。
- 入間市内循環バス - 西武バス狭山営業所に業務委託されている。

停留所
- 扇町屋
- 武蔵団地入口 -入間市駅方面のみ扇町屋に設置されている。
- 扇町屋二丁目

### 道路
- 国道16号
- 埼玉県道63号青梅入間線
- 町屋通り
- 会館通り
- 花みずき通り

## 施設
- 入間扇町屋郵便局
- 入間市立豊岡保育所
- 入間市立扇小学校
- 扇町屋公民館
- 埼玉県営入間霞川団地
- 埼玉県営入間向原団地
- 入間市営住宅霞台団地
- 狭山警察署豊岡交番
- まちや広場 - 公園。扇町屋公民館隣接地に立地。
- 入間扇町屋「老人憩いの家」
- 武蔵カントリークラブ豊岡コース
- 丸大観光 - 貸切バス
- 長泉寺 - 曹洞宗の仏教寺院。江戸時代初期の建立。山号は光福山。大袋村（現：川越市大袋）東陽寺の末山にあたる[4]。
- 医療法人社団 白報会 入間東幸楽園 - 介護就き有料老人ホーム

※ 都市再生機構扇町屋団地は入間市久保稲荷に存在し、扇町屋地区にはない。

### かつて存在した施設
- 扇町屋郷学校 - 韮山県管内の郷学校。1871年（明治4年）設立。現存しない[7]。
- 埼玉県茶業研究所 - 1971年（昭和46年）8月に大字上谷ヶ貫に移転。